# Mary Beard
Winifred Mary Beard (Much Wenlock, 1º gennaio 1955) è una storica e saggista britannica.

## Biografia
Occupa la cattedra di professoressa di studi classici presso l'Università di Cambridge, è fellow alla Newnham College e professoressa di letteratura antica alla Royal Academy of Arts. Occupa il ruolo di editrice alla rivista The Times Literary Supplement, dove ha anche una rubrica chiamata A Don's Life. Per via delle sue frequenti apparizioni sui media e delle sue dichiarazioni controverse, è stata descritta dal The Guardian come "la più famosa classicista della Gran Bretagna".
È stata nominata Ufficiale dell'Ordine dell'Impero Britannico (OBE) nel 2013 e Dame Commendatore dell'Ordine dell'Impero Britannico (DBE) nel 2018, per i suoi servizi resi allo studio delle civiltà classiche.

## Opere
- Rome in the Late Republic, con Michael Crawford, 1985; ed. riveduta nel 1999, ISBN 0-7156-2928-X.
- The Good Working Mother's Guide, 1989, ISBN 0-7156-2278-1.
- Pagan Priests: Religion and Power in the Ancient World, a cura di con John North, 1990, ISBN 0-7156-2206-4.
- I Classici. Il mondo antico e noi (Classics: A Very Short Introduction, 1995), traduzione di A. Bianco, con John Henderson, Collana Universale, Roma-Bari, Laterza, 2005, ISBN 978-88-420-7392-5.
- Religions of Rome, con John North e Simon Price, 1998, ISBN 0-521-30401-6 (vol. 1), ISBN 0-521-45015-2 (vol. 2)
- The Invention of Jane Harrison, Harvard University Press, 2000, ISBN 0-674-00212-1. [su Jane Ellen Harrison, 1850–1928, una delle prime accademiche]
- Classical Art from Greece to Rome, con John Henderson, 2001, ISBN 0-19-284237-4.
- Il Partenone (The Parthenon, 2002), traduzione di Barbara Gregori, Collana Robinson. Letture, Roma-Bari, Laterza, 2004, ISBN 978-88-420-6960-7.
- Il Colosseo. La storia e il mito (The Colosseum, 2005), traduzione di Orietta Dora Cordovana, con Keith Hopkins, Collana I Robinson, Roma-Bari, Laterza, 2006, ISBN 978-88-420-7812-8. - Collana Oscar Storia, Milano, Mondadori, 2018, ISBN 978-88-046-8835-8.
- The Roman Triumph, Harvard University Press, 2007, ISBN 0-674-02613-6.
- Prima del fuoco. Pompei, storie di ogni giorno (Pompeii: The Life of a Roman Town, 2008), traduzione di Tommaso Casini, Collana I Robinson, Roma-Bari, Laterza, 2011, ISBN 978-88-420-7813-5. - col titolo Pompei. Vita quotidiana in una città dell'antica Roma, Collana Oscar Storia, Milano, Mondadori, 2017, ISBN 978-88-046-8247-9.
- It's a Don's Life, Profile Books, 2009, ISBN 978-18-466-8251-3.
- All in a Don's Day, Profile Books, 2012, ISBN 978-18-466-8536-1.
- Fare i conti con i classici. Leggerli, studiarli, amarli (Confronting the Classics: Traditions, Adventures and Innovations, 2013), traduzione di Carla Lazzari, Collana Saggi stranieri, Milano, Mondadori, 2017, ISBN 978-88-046-8189-2.
- Ridere nell'antica Roma (Laughter in Ancient Rome: On Joking, Tickling, and Cracking Up, 2014), traduzione di Anna Maria Paci, Roma, Carocci, 2016, ISBN 978-88-430-7867-7.
- SPQR. Storia dell'antica Roma (SPQR: A History of Ancient Rome, 2015), traduzione di Aldo Piccato, Collezione Le Scie, Milano, Mondadori, 2016, ISBN 978-88-046-6324-9.
- Donne e potere. Per troppo tempo le donne sono state messe a tacere (Women & Power: A Manifesto (Profile Books, 2017), traduzione di Carla Lazzari, Collana Orizzonti, Milano, Mondadori, 2018, ISBN 978-88-046-8872-3.
- Civiltà. L'arte nel tempo (Civilisations: How Do We Look. The Eye of Faith, 2018), traduzione di Carla Lazzari, Collezione Le Scie. Nuova serie stranieri, Milano, Mondadori, 2021, ISBN 978-88-047-2270-0.
- I dodici Cesari. Ritratti del potere dall'antichità ad oggi (Twelve Caesars: Images of Power from the Ancient World to the Modern, 2021), traduzione di Carla Lazzari, Collezione Le Scie, Milano, Mondadori, 2022, ISBN 978-88-047-4545-7.
- L'imperatore di Roma. Il potere nel mondo antico (Emperor of Rome: Ruling the Ancient Roman World, 2023), traduzione di Marco Cupellaro, Collezione Le Scie, Milano, Mondadori, 2024, ISBN 978-88-047-7558-4.